# Arnald de Toul
Arnald ou Arnaud, mort en 894, est le vingt-neuvième évêque de Toul.

## Biographie
À la mort d'Arnulf, évêque de Toul, en 871, Charles le Chauve, roi de Francie Occidentale et de Lotharingie, intervient pour qu'Arnald, neveu du défunt évêque, soit élu et demande à Bartholf, évêque de Trêves de le consacrer, mais ce dernier, malade, demande à Hincmar, archevêque de Reims, lequel délègue Willibert, évêque de Châlons.
Arnald participe en 873 à une assemblée où Charles le Chauve reçoit le serment des seigneurs lotharingiens, puis en 875 à un concile à Pavie, après que le roi Charles a été sacré empereur et roi d'Italie. Il est également présent au concile de Troyes en 878, présidé par le pape Jean VIII. À la mort de Charles le Chauve, il reste fidèle à son fils Louis II le Bègue, mais les fils de ce dernier cèdent la Lotharingie aux Carolingiens de Germanie en 879.
Vers 888, plusieurs comtes, Gérard, Étienne et Matfried usurpent l'abbaye de Saint-Evre, et Arnald fait appel au roi Arnulf qui soumet les comtes et les oblige à restituer l'abbaye.
Malgré l'interdiction du roi Arnulf, Arnald se rend en 893 au sacre de Charles III le Simple, roi de Francie Occidentale. En représailles, le roi germanique confisque les biens du diocèse de Toul et fait emprisonner l'évêque. L'intervention des évêques de Verdun et de Constance le fait libérer, mais affaibli, Arnald meurt peu après, le 5 décembre 894.